# Аватський сільський округ (Уйгурський район)
Ава́тський сільський округ (каз. Ават ауылдық округі, рос. Аватский сельский округ) — адміністративна одиниця у складі Уйгурського району Алматинської області Казахстану. Адміністративний центр — село Ават.
Населення — 1886 осіб (2021; 2324 у 2009, 2252 у 1999, 2020 у 1989).
Станом на 1989 рік існувала Аватська сільська рада (село Ават).